# David Zitelli
David Zitelli est un footballeur français, né le 30 octobre 1968 à Longwy.

## Carrière
Ce solide attaquant (1,82 m), formé à l'AS Nancy-Lorraine joue son premier match en D1 en 1986 (le 25 octobre, contre Lens, 1-1) et réalise un début de carrière remarqué en D2 (44 buts en trois saisons). Ce qui lui vaut d'être sélectionné en équipe de France espoirs par Marc Bourrier. Une année faste puisqu'il va remporter et finir meilleur buteur du Festival International Espoirs de Toulon. Puis il va s'envoler pour le Championnat d'Europe de football espoirs 1988, que les Bleuets de Éric Cantona, Stéphane Paille, Franck Sauzée remportent. 
Remonté en D1 avec son club formateur, il marque quinze buts en deux saisons, il est notamment le premier joueur à marquer un but en D1 à Fabien Barthez, lors du match Nancy - Toulouse le 21 septembre 1991 (1-0). En 1992, il signe chez le voisin lorrain, le FC Metz, où il marque 30 buts en trois saisons et s'affirme ainsi comme l'une des gâchettes reconnues du championnat de France. En 1995, l'ambitieux RC Strasbourg l'attire alors à la Meinau. Après une première saison mi-figue mi-raisin (8 buts), Zitelli éclate : il marque 19 buts lors de la saison 1996-1997 et fait marquer. Cette belle saison est ponctuée d'une victoire en coupe de la Ligue. 
Il quitte cependant Strasbourg la saison suivante lors du mercato d'hiver pour Karlsruher SC, un des bons clubs de Bundesliga des précédentes saisons. Il n'arrive pas à s'y imposer, d'autant plus que le club est relégué en Bundesliga 2. Il rentre alors à Strasbourg où il reste une saison et demie. 
En 2000, il quitte à nouveau le championnat de France, et s'exile en Écosse, à Hibernian Édimbourg, club dans lequel évolue son ami Franck Sauzée. Après deux saisons, il tente un ultime challenge avec le FC Istres, puis part en Belgique, au FC Bleid où il termine sa carrière. En février 2006, il obtient le BEES 2e degré et se reconvertit comme entraîneur lors de la saison 2007-2008.

## Parcours

### Joueur
- 1986-1992 :  AS Nancy-Lorraine, 164 matchs, 62 buts
- 1992-1995 :  FC Metz, 92 matchs, 30 buts
- 1995-janvier 1998 :  RC Strasbourg, 83 matchs, 31 buts
- janvier 1998-décembre 1998 :  Karlsruher SC, 6 matchs, 0 but
- janvier 1999-2000 :  RC Strasbourg, 40 matchs, 4 buts
- 2000-2002 :  Hibernian Édimbourg, 51 matchs, 10 buts
- 2002-2003 :  FC Istres, 15 matchs, 2 buts[3]
- 2003-2007 :  FC Bleid

### Entraîneur
- 2007-2008 :  FC Bleid, entraîneur
- 2008-2010 :  AS Nancy-Lorraine, staff
- 2010-2013 :  CSO Amnéville, entraîneur adjoint
- avr. 2022-juin 2022 :  US de Mondorf-les-Bains
- mars 2024-juin 2025 :  US de Mondorf-les-Bains
- depuis juillet 2025 :  Royal Excelsior Virton, entraîneur adjoint

## Palmarès

### En club
- Champion de France de Division 2 en 1990  avec l'AS Nancy-Lorraine
- Vainqueur de la Coupe de la Ligue en 1997 avec le Racing Club de Strasbourg
- Finaliste de la Coupe d'Écosse en 2001 avec l'Hibernian Football Club

### En sélection nationale
- International militaire et espoirs
- Champion d'Europe des Nations Espoirs en 1988
- Vainqueur du Tournoi de Toulon en 1988

### Distinctions individuelles
- Meilleur buteur du Festival International Espoirs en 1988 (6 buts)
- 2e meilleur buteur du groupe A du Championnat de France de Division 2 en 1989 (20 buts) avec l'AS Nancy-Lorraine
- 3e meilleur buteur du Championnat de France en 1997 (19 buts) avec le Racing Club de Strasbourg

- Membre de l'équipe-type de Division 1 en 1997